# Prags Boulevard

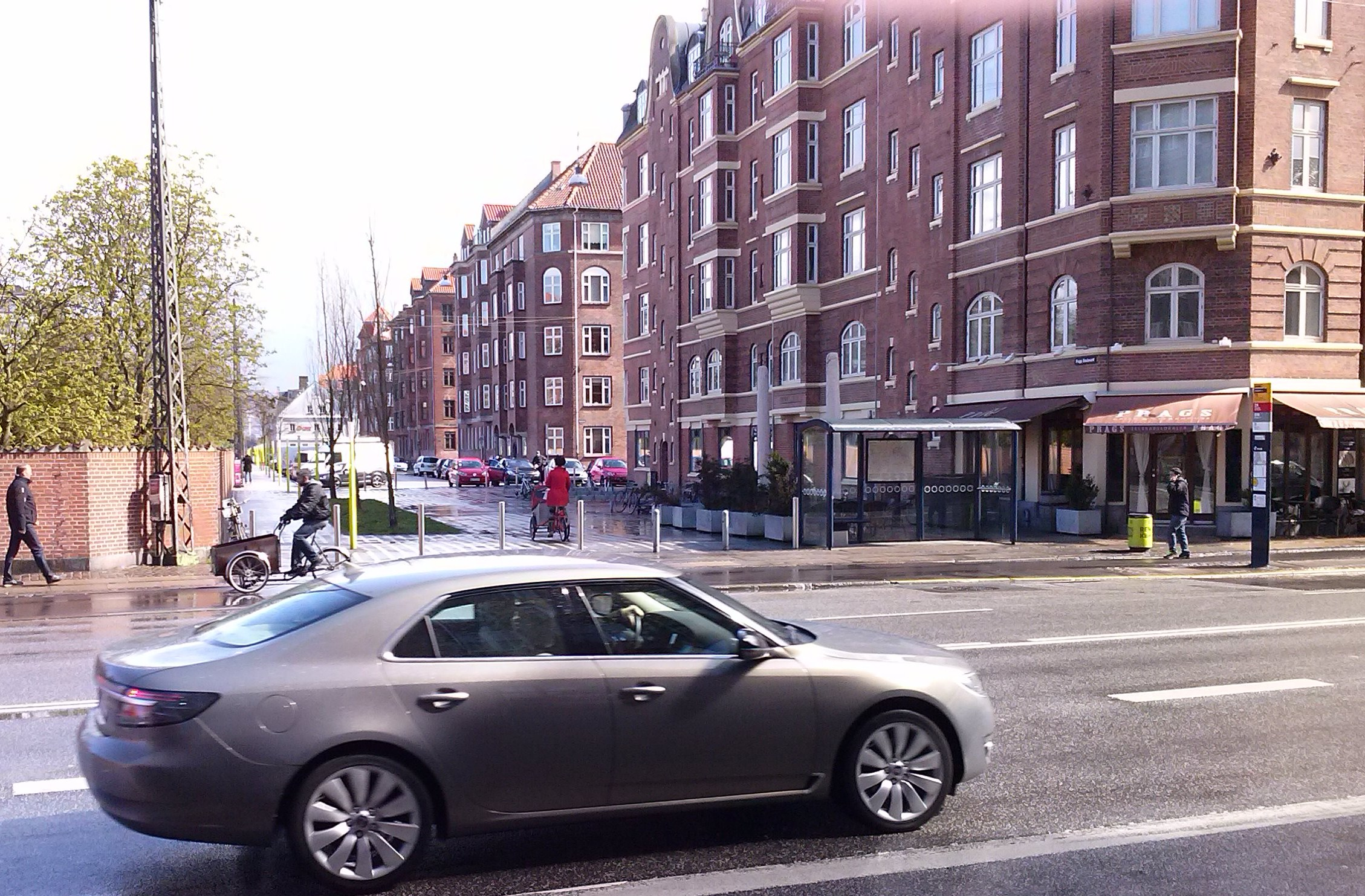
Prags Boulevard

Prags Boulevard är en ungefär två kilometer lång gata och ett parkstråk på Amager i Köpenhamn.
Prags Boulevard sträcker sig från Amagerbrogade i väster genom bostads- och industriområden till nära den konstgjorda ön Prøvestenen i Öresund i öster. Utmed gatan har landskapsarkitekten Kristine Jensen under 2000-talet skapat ett park- och aktivitetsområde. Sträckan rymmer sju bestämda stationer med utformning för att locka till olika slags aktiviteter, med namn som Haven (trädgården), Scenen, Banen (rampen) och Boxen. 
Längs gatan har popplar planterats och gräsmattor anlagts. För området har formgivits dels speciella lyktstolpar målade i gulgrön neonfärg, Prager-lampan, av vilka det finns ett hundratal utplacerade längs boulevarden. Det har också gjorts speciella målade och ganska tunga utomhusstolar i stål för boulevardförsköningsprojektet, Prager-stolen, i blågrönt. 700 stolar har tillverkats och fördelats i grupper till lokala aktörer som kaféer och bostadsföreningar. Avsikten är att stolarna ska ge parken karaktär av individualitet och informalitet. 